# Гној
Гној (лат. pus) је патолошки ексудат који настаје током гнојних запаљења (лат. inflammatio purulenta). Састоји се од серума, неутрофилних гранулоцита, гнојних телашаца (масно дегенерисаних неутрофилних гранулоцита), изумрлих и оштећених ћелија, мање количине фибринa, бактерија и других материја. 
Макроскопски гној представља густу и мутну течност различите боје, која углавном зависи од узрочника запаљења: у случају стафилококних инфекција гној је жут, код пнеумококних инфекција је зеленкаст, a може да буде и плавичаст уколико је запаљење изазвано бактеријом Bacilus pyocyaneus. Жута боја потиче од гнојних телашаца, док зелене нијансе потичу од ензима мијелопероксидазе. Анаеробне бактерије могу да доведу до настанка гноја сиве боје и непријатног мириса, a у случају да су присутни и еритроцити гној поприма црвену боју.
Узроци гнојних запаљења се деле на инфективне (пиогене бактерије) и неинфективне (терпентин, цинк-хлорид, сребро-нитрат и сл). У случају бактеријских инфекција, посебно уколико се узрочник на време не уклони или неутралише, долази до ширења инфекције у околна ткива и удаљене делове организма. Количина створеног гноја зависи од вирулентности узрочника и имуног одговора домаћина. Само гнојење је доказ снажне одбране организма и представља повољан знак, посебно у случају септикемије. 
Код гнојних упала серозних мембрана гној се накупља у преформираним телесним шупљинама, у случају слузокожа се излива на њихову површину, док се у случају ткива и органа запаљење може јавити у две варијанте – као апсцес (локализовано запаљење) и флегмона (дифузно гнојно запаљење које је нејасно ограничено према здравом ткиву).
Терапија се састоји од уклањања гноја и неутрализације узрочника запаљења. Уколико одређена количина гноја и заостане, он временом бива разложен и ресорбован, a у веома ретким случајевима долази до згушњавања и калцификације.